# دب صفراوي

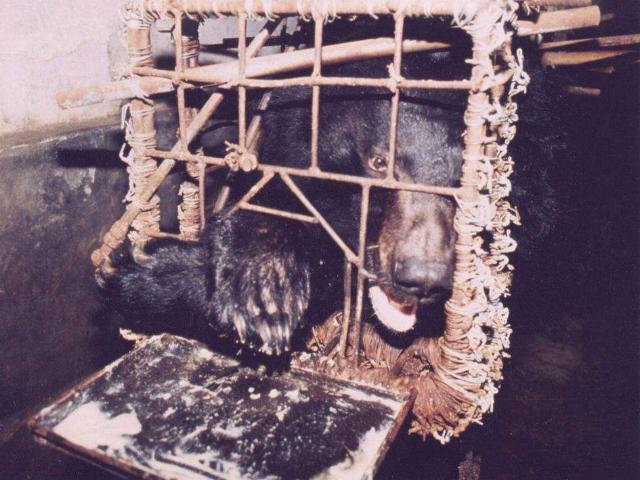
دب صفراوي

دب صفراوي أو دب العصارة الصفراوية (بالإنجليزية: Bile bear) هو دب يُحتفظ بهِ في الأسر لأخذ عصارته الصفراء، وهي سائلٌ هضمي يُنتج في الكبد ويُخزن في المرارة، ويستخدم في بعض ممارسات الطب الصيني التقليدي. تُشير التقديرات أنَّ حوالي 12 ألف دُب أسرت بهذا الأسلوب في الصين، وكوريا الجنوبية، ولاوس، والفيتنام، وميانمار.
يُعتبر الدب الأسود الآسيوي أكثر أنواع الدببة شيوعًا لأخذ العصارة الصفراوية، كما تُؤخذ من أنواعٍ أقل مثل دب الشمس والدب البني وغيرها، وتُعتبر الباندا العملاقة النوع الوحيد الذي لا يخضع لهذه الممارسة كونه لا ينتج حمض يوروديوكسي كوليك.

## طرق استخراج العصارة
تُستخدم عدة لاستخراج العصارة الصفراوية، وجميعها تتطلب تدخلًا جراحيًا، وتشمل:
- نزح صفراوي مُتكرر من خلال الجلد، حيثُ يُستخدم التصوير بالموجات فوق الصوتية لتحديد موقع المرارة، ثُم تثقب وتستخرج العصارة منها.
- غرس دائم، حيثُ يستعمل أنبوب يتم إدخاله إلى المرارة عبر البطن. حسب جمعية الرفق بالحيوان في الولايات المتحدة (HSUS)، فإنَّ العصارة عادةً تستخرج مرتين يوميًا عبر طريقة الأنبوب المغروس، مما يُنتج 10-20 مل من العصارة خلال كل عملية استخراج.
- قسطرة، تتضمن وضع قسطرة صلبة من خلال بطن الدب إلى المرارة.
- تستخدم طريقة تُعرف باسم السترة الكاملة (full-jacket)، حيث يستخدم أنبوب قسطرة دائم لاستخراج العصارة التي تُجمع بعد ذلك في كيس بلاستيكي موضوع في صندوقٍ معدني يلبسه الدب.
- التنقيط الحر، حيثُ تستعمل هذه الطريقة عبر فتح ثقبة دائمة أو ناسور في بطن الدب ومرارته، حيثُ تخرج العصارة بالتنقيط منها بحرية.[13]
- استئصال المرارة بالكامل، وهي تستعمل في بعض الأحيان، خصوصًا مع الدببة البرية الشرسة التي تقتل لأخذ عصارتها.

تشير التقديرات أنَّ 50-60% من الدببة تموت؛ بسبب المضاعفات الناتجة عن الجراحة أو الرعاية غير الصحيحة بعد الجراحة.

## التاريخ
تاريخ استخدام الدببة لاستخراج العصارة الصفراوية يعود لفترة طويلة، حيث كانت هذه الممارسة تشتهر في بعض الثقافات الشرقية، بما في ذلك الطب الصيني التقليدي. وعلى الرغم من الجدل الذي أحاط بهذه العملية وانتقادات حول معاملة الحيوانات، إلا أنها استمرت لسنوات طويلة. ومنذ فترة زمنية قريبة، بدأت بعض الجهود لوضع حد لهذه الممارسة، وتوعية الناس حول آثارها السلبية على الحيوانات والبيئة.